# Heinrich Pommerencke
Heinrich Pommerencke, auch Heinrich Pommerenke, (* 21. Juni 1821 in Plate bei Schwerin; † 21. Februar 1873 in Schwerin) war ein deutscher Porträtmaler.

## Leben
Aus ärmlichen Verhältnissen entstammend, machte Heinrich Pommerencke zunächst in Schwerin eine Lehre als Stubenmaler und war in diesem Beruf dort und später in Berlin tätig. Nach anfänglicher autodidaktischer Arbeit als Kunstmaler studierte er von 1848 bis 1851 an der Berliner Kunstakademie. Nach Schwerin zurückgekehrt, konnte er mithilfe eines Stipendiums des Großherzogs Friedrich Franz II. von Mecklenburg-Schwerin zu weiteren Studien unter Carl Joseph Begas erneut nach Berlin gehen. Von 1851 bis 1854 folgten Studien im Atelier des Historienmalers Ary Scheffer in Paris. Nach einer Italienreise, die ihn 1854 nach Rom führte, kehrte er in seine Heimat zurück.
Hier etablierte er sich als Porträt- und Historienmaler, wobei er zahlreiche Aufträge des Großherzogs und seiner Familie sowie aus dem Umfeld des Hofstaates ausführte. Begehrt waren seine Porträts auch beim Bürgertum Norddeutschlands. Er bewohnte mit seiner Familie ein Haus in der Schweriner Schelfstadt.
Das Staatliche Museum Schwerin besitzt 28 Gemälde von Pommerenckes Hand, davon 25 Bildnisse; weitere befinden sich im Kulturhistorischen Museum Rostock.

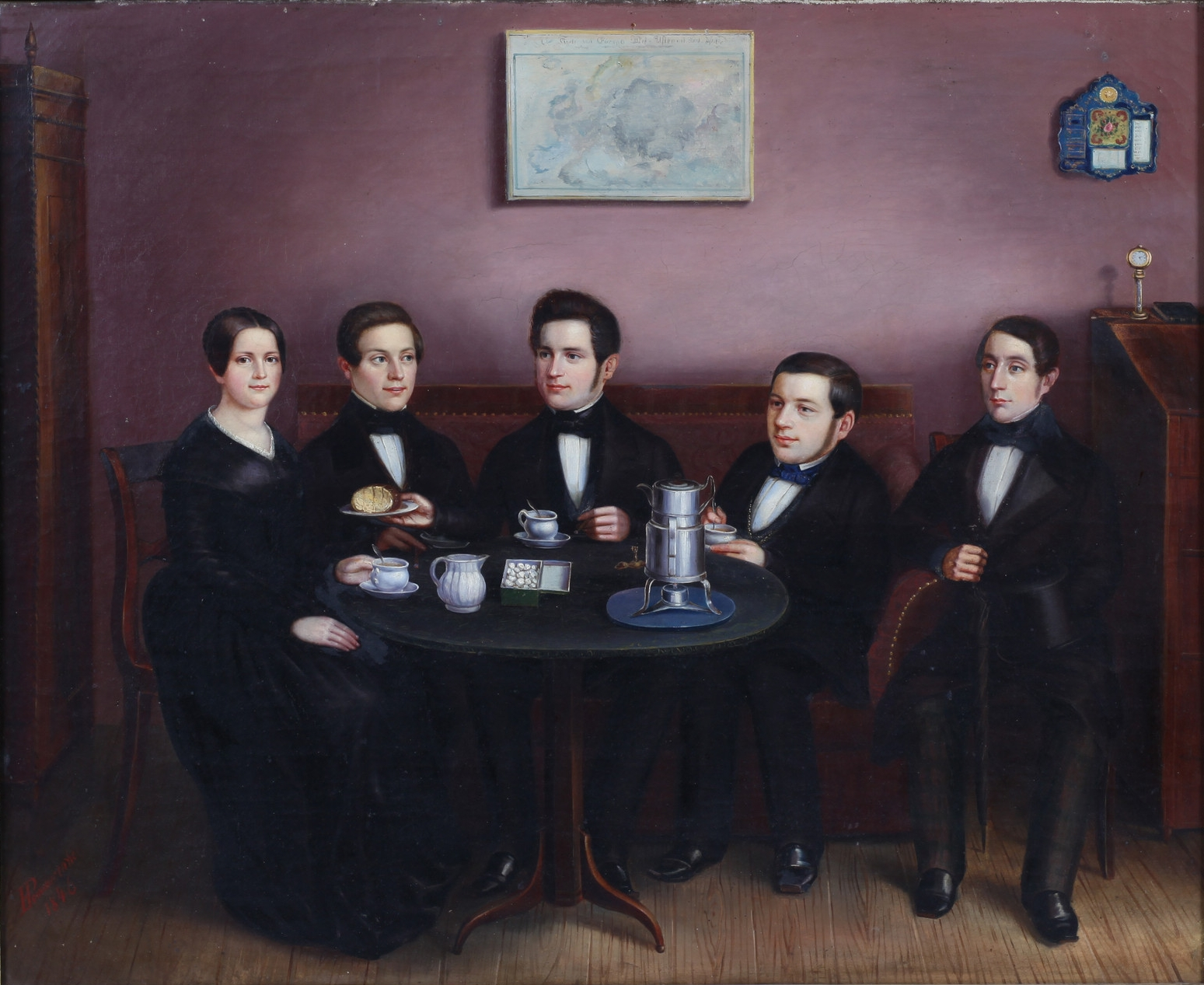
Die Teegesellschaft, 1846

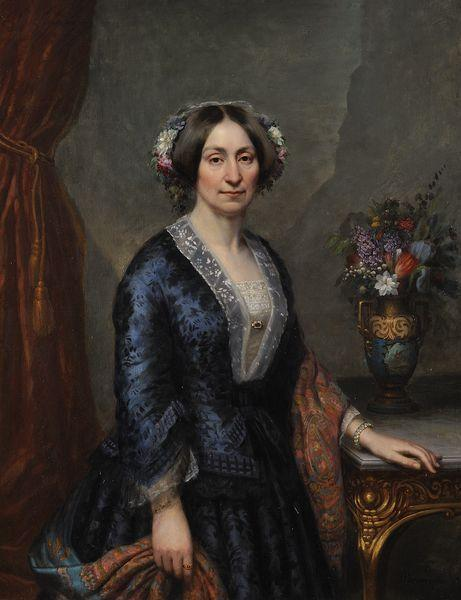
La Duchesse d’Orléans (Helene zu Mecklenburg-Schwerin), um 1850

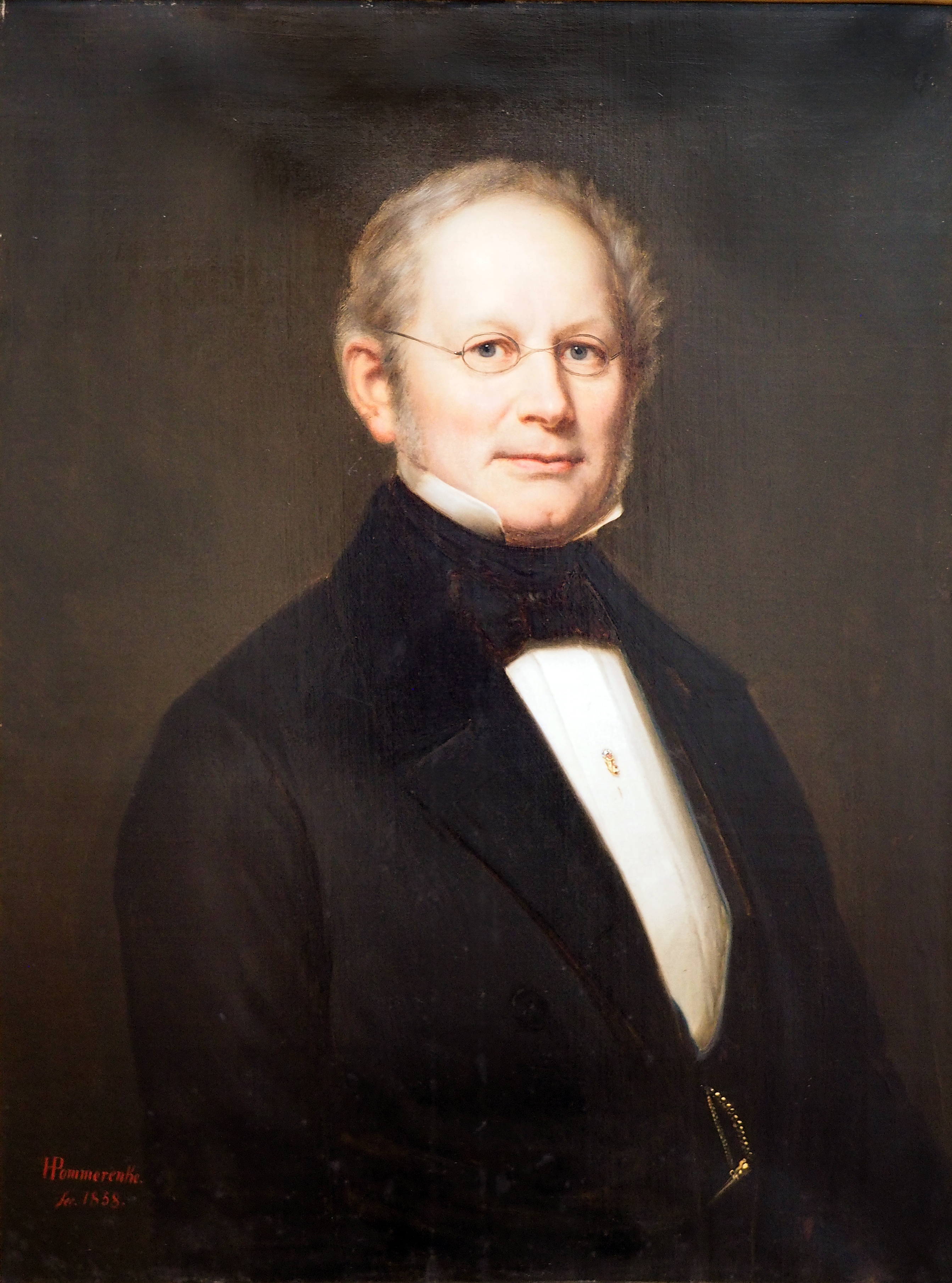
Porträt Mediziner G.W. Detharding

## Werke (Auswahl)
- 1846: Die Teegesellschaft, 60 × 74 cm, Öl/Lwd.[1]
- 1848: Der sterbende Krieger, 162 × 194 cm, Öl/Lwd.[2]
- 1849: Mecklenburg-Schweriner Prinzessinnen, 96 × 91 cm, Öl/Lwd.
- 1850: Porträt De S.A.R. Madame La Duchesse d’Orléans, À La Couronne Defleurs Tricolores, 116 × 90 cm, Öl/Lwd.
- 1854: Geheimrat H. L. B. von Pleßen, 68 × 58 cm, Öl/Lwd.[3]
- 1855: Adolf von der Lühe zu Jasnitz, 68 × 58 cm, Öl/Lwd.[3]
- 1856: Generalleutnant von Witzleben, 70 × 58 cm, Öl/Lwd.[3]
- 1857: Bildnis des Geh. Justizrates Ditmar, 82 × 62 cm, Öl/Lwd.[4]
- 1858: Bildnis des Herrn Dr. Detharding, 81 × 62 cm, Öl/Lwd.[4]
- 1859: Bildnis des Prof. H. Karsten, 82 × 62 cm, Öl/Lwd.[4]
- 1859: Bildnis des Kommissionsrates Raeschke, 119 × 98 cm, Öl/Lwd.[4]
- 1861: Selbstbildnis, 27 × 15 cm, Öl/Lwd./Holz[5]
- 1865: Christus am Ölberg, Altarbild der Dorfkirche Schorrentin
- 1872: Porträt des Herzogs Friedrich Franz II. in Uniform, 125 × 94,4 cm, Öl/Lwd. Christie’s[6]

Die folgenden Gemälde wurden 1976 im Staatlichen Museum Schwerin gezeigt auf der Ausstellung „100 Jahre Mecklenburgische Malerei“
- 1854: Bildnis des Oberhofmarschalls von Bülow, 69 × 58 cm, Öl/Lwd.[3]
- 1861: Frau Gutsbesitzer Emma Krey, 122,5 × 94 cm, Öl/Lwd.
- 1870: Überführung französischer Gefangener nach dem Gefangenenlager Kaninchenwerder im Schweriner See, 30,5 × 60 cm, Öl/Lwd.